# Иншинский сельсовет
Иншинский сельсовет — упразднённая административно-территориальная единица, существовавшая на территории Московской губернии и Московской области до 1925 и в 1926—1954 годах.
Иншинский сельсовет был образован в первые годы советской власти. По данным 1923 года он входил в состав Поминовской волости Егорьевского уезда Московской губернии.
В 1925 году Иншинский с/с был присоединён к Васильевскому с/с.
16 ноября 1926 года Иншинский с/с был восстановлен.
В 1929 году Иншинский с/с был отнесён к Егорьевскому району Орехово-Зуевского округа Московской области.
17 июля 1939 года к Иншинскому с/с был присоединён Сухановский с/с (селения Панино и Суханово).
14 июня 1954 года Иншинский с/с был упразднён. При этом его территория была передана в Клеменовский с/с.